# 프랑스 U-23 축구 국가대표팀
프랑스 U-23 축구 국가대표팀(프랑스어: Équipe de France des moins de 23 ans de football)은 프랑스를 대표하는 23세 이하의 축구 국가대표팀으로, 프랑스의 축구 관리 기관인 프랑스 축구 연맹의 관리를 받는다. 1990년부터 올림픽에 총 13번 참가해 1984년에 우승을 차지했다.

## 역대 감독
| 감독        | 임기 |
| ----------- | ---- |
| 티에리 앙리 | 2024 |